# Карловачки генералат
Карловачки генералат је био погранична војно-управна област Хабзбуршке монархије на подручјима између реке Купе и Јадранског мора. Успостављање војно-крајишког уређења на тим просторима започело је током 16. века, а коначан облик војне управе усталио се након 1578. године, за време владавине унутрашњо-аустријског надвојводе Карла Хабзбуршког, коме је била поверена одбрана јужних хабзбуршких области од продора Турака. Новоизграђни утврђени град Карловац постао је средиште генералске управе, те је стога и читав генералат прозван Карловачким, док је и суседна војно-крајишка област на северу, по свом средишту у утврђеном граду Вараждину прозвана Вараждинским генералатом. Оба крајишка генералата била су подређена Ратном савету, који је заседао у аустријском граду Грацу. Карловачки генералат је 1786. године обједињен са суседним војним областима, чиме је започет процес стварања проширене Хрватске војне крајине.

## Историја
Карловачки генералат је настао реорганизацијом старијег система одбране, који се због своје феудалне структуре показао као неуспешан, те је стога замењен новим системом, заснованим на принципу строго централизоване територијалне одбране. Услед турских пустошења, која су била посебно изражена у првој половини 16. века, дотадашње хрватско становништво са тих простора се највећим делом повукло према северним областима, тако да се део преселио у тадашњу Горњу Славонију, а многи су се повукли још дубље у хабзбуршке области, све до Градишћа и даље до јужне Словачке. Не желећи да запустеле области између Купе и мора остави без одбране, хабзбуршка влст је приступила систематској репопулацији тог подручја, путем досељавања Срба из суседних турских области. Та миграциона кретања су се одвијала током читавог 16. и 17. века, а досегла су врхунац за време Великог бечког рата (1683-1699), када је Карловачки генералат проширен прикључивањем Лике и Крбаве.
Службени језик у Карловачком генералату био је немачки. У сталне аустријске војне јединице, воју службу су вршили и тамошњи крајишници (граничари) — махом досељени Срби, који су били ослобођени свих пореза и обавеза, али су због тога у доби од 16-те до 60-те године сматрани војним обвезницима.
Крајем 18. века, дошло је до значајних промена у организацији војних крајина. Прво је 1783. године извршено спајање Банске крајине и Вараждинског генералата у обједињену Банско-вараждинску крајину, којој је 1786. године придружен и Карловачки генералат, чиме је створена обједињена Банско-вараждинско-карловачка крајина. Тиме је означен почетак стварања проширене Хрватске војне крајине, из које је већ 1790. године издвојена Банска крајина, чиме је остатак сведен на Карловачко-вараждинску крајину, са седиштем у Загребу. Нова реорганизација извршена је 1823. године, када је Банска крајина поново и коначно спојена са Карловачко-вараждинским генералатом, чиме је довршено стварање проширене Хрватске војне крајине. Такво стање је остало до реформе која је спроведена у периоду између 1848. и 1850. године, када су две суседне крајине, проширена Хрватска и нова Славонска, обједињене у јединствену Хрватско-славонску војну крајину са седиштем у Загребу.
Током 1871. године, отпочео је процес етапног развојачења војно-крајишких области. Прво је поменуте године укинут суседни Вараждински генералат, чија је територија прикључена Краљевини Хрватској и Славонији. Потом је 1873. године извршено развојачење преосталог дела хрватске и славонске војне крајине, укључујући и Карловачки генералат, али те области нису одмах прикључене Краљевини Хрватској и Славонији, већ су добиле посебну управу, која се делила на шест крајишких окружја, од којих су три била на дотадашњем подручју Карловачког генералата (окружја: огулинско-слуњско, личко-оточко, банијско). Тек 1881. године, сва крајишка окружја прикључена су Краљевини Хрватској и Славонији, која је тиме добила границу на рекама Уни и Сави. У оквирима проширене Краљевине, прикључена окружја наставила су да постоје све до 1886. годинне, када је жупанијско уређење протегнуто и на те просторе, чиме је био окончан процес интеграције некадашњих крајишких области.